# Premier Division 1997-1998 (Sudafrica)
La Premier Division 1997-1998, anche nota come Castle Premiership 1997-1998 per motivi di sponsorizzazione, è stata la 2ª edizione della massima serie del campionato di calcio del Sudafrica, disputata tra il 1º agosto 1997 ed il 13 maggio 1998 e conclusa con la vittoria del M. Sundowns al suo primo titolo.

## Stagione

### Novità
Dalla precedente edizione furono retrocesse il Warriors e il Witbank Black Aces, mentre esordirono nella competizione le promosse dalla National First Division 1996-1997: Santos Cape Town e African Wanderers.

### Formula
Le 18 squadre partecipanti disputavano un girone all'italiana con partite di andata e ritorno, per un totale di 34 giornate. Al termine della stagione, la squadra prima classificata è campione del Sudafrica e si qualifica per la CAF Champions League 1998, mentre la vincirice della Coppa del Sudafrica si qualificava per la Coppa delle Coppe d'Africa 1998. Le ultime due classificate retrocedono automaticamente in seconda serie.

## Squadre partecipanti
- Free State Stars
- Vaal Professionals
- Umtata Bucks
- Real Rovers
- Cape Town Spurs
- Moroka Swallows
- Wits  University
- M. Sundowns
- Orlando Pirates
- Santos Cape Town
- Kaizer Chiefs
- African Wanderers
- Bloemfontein Celtic
- AmaZulu
- SuperSport Utd
- Umtata Bucks
- Hellenic
- Jomo Cosmos

## Classifica
|                      | Pos. | Squadra             | Pt | G  | V  | N  | P  | GF | GS | DR  |
| -------------------- | ---- | ------------------- | -- | -- | -- | -- | -- | -- | -- | --- |
| Sudafrica (bandiera) | 1.   | M. Sundowns         | 68 | 34 | 19 | 11 | 4  | 48 | 25 | +23 |
|                      | 2.   | Kaizer Chiefs       | 63 | 34 | 17 | 12 | 5  | 52 | 35 | +17 |
|                      | 3.   | Orlando Pirates     | 57 | 34 | 15 | 12 | 7  | 52 | 33 | +19 |
|                      | 4.   | Cape Town Spurs     | 57 | 34 | 15 | 12 | 7  | 51 | 35 | +16 |
|                      | 5.   | Manning Rangers     | 57 | 34 | 16 | 9  | 9  | 58 | 47 | +11 |
|                      | 6.   | Umtata Bucks        | 54 | 34 | 14 | 12 | 8  | 42 | 38 | +4  |
|                      | 7.   | Jomo Cosmos         | 51 | 34 | 13 | 12 | 9  | 31 | 31 | 0   |
|                      | 8.   | Wits University     | 48 | 34 | 13 | 9  | 12 | 39 | 34 | +5  |
|                      | 9.   | Qwa Qwa Stars       | 46 | 34 | 12 | 10 | 12 | 33 | 34 | –1  |
|                      | 10.  | Hellenic            | 44 | 34 | 12 | 8  | 14 | 45 | 42 | +3  |
|                      | 11.  | Moroka Swallows     | 42 | 34 | 12 | 6  | 16 | 30 | 42 | –12 |
|                      | 12.  | Bloemfontein Celtic | 41 | 34 | 12 | 5  | 17 | 38 | 46 | –8  |
|                      | 13.  | Vaal Professionals  | 38 | 34 | 8  | 14 | 12 | 36 | 44 | –8  |
|                      | 14.  | SuperSport Utd      | 36 | 34 | 7  | 15 | 12 | 34 | 37 | –3  |
|                      | 15.  | AmaZulu             | 33 | 34 | 8  | 9  | 17 | 36 | 46 | –10 |
|                      | 16.  | Santos Cape Town    | 33 | 34 | 10 | 3  | 21 | 34 | 61 | –27 |
|                      | 17.  | African Wanderers   | 31 | 34 | 7  | 10 | 17 | 43 | 56 | –13 |
|                      | 18.  | Real Rovers         | 31 | 34 | 8  | 7  | 19 | 34 | 50 | –16 |

Legenda
      Campione del Sudafrica e ammessa alla CAF Champions League 1999.
      Ammessa alla Coppa delle Coppe d'Africa 1999.
      Retrocessa in National First Division 1998‑99.
Note:
Tre punti a vittoria, uno a pareggio, zero a sconfitta.